# Царьков Євген Ігорович

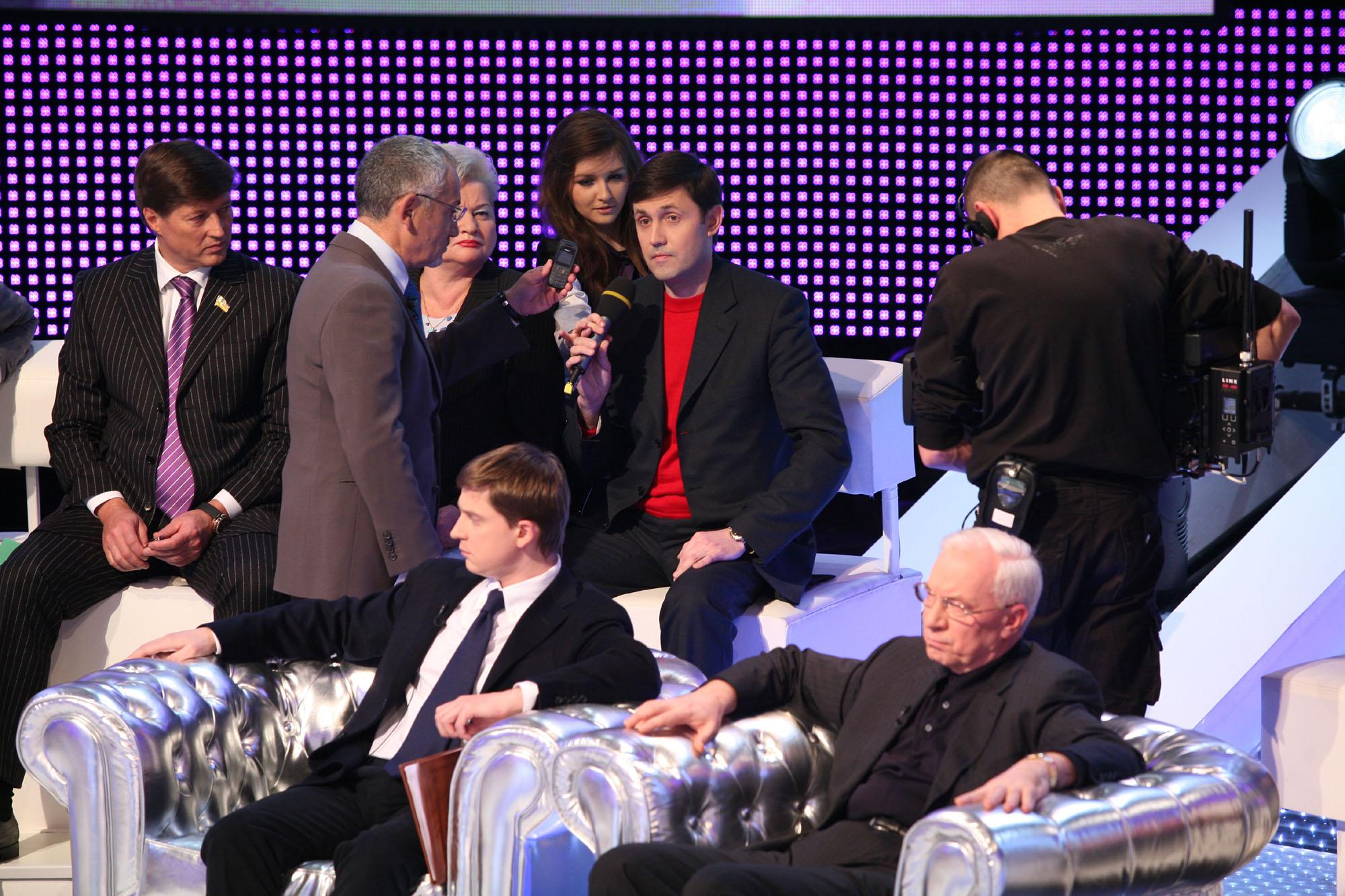
Царьков на «Шустер-Лайв»

Євген Ігорович Царьков (* 14 жовтня 1974, Комунарськ (нині Алчевськ), Луганська область, УРСР) — український політичний діяч, колишній Народний депутат України, 1-й секретар Одеського обласного комітету Компартії України (2006), голова Союзу Комсомольських Організацій — Всесоюзного Ленінського Комуністичного Союзу Молоді (СКО-ВЛКСМ) (2009), член ЦК Компартії України з 2005 року, член Ради СКП-КПРС із 2009 року.
Відомий своїми українофобськими поглядами.

## Біографія
Євген Царьков народився в місті Комунарськ (нині Алчевськ) Луганської область 14 жовтня 1974 року в сім'ї Ігоря Сергійовича Царькова і Ганни Петровани Царькової (до шлюбу Задорожна). Мати — українка, ветеранка праці, працювала санітаркою в протитуберкульозному диспансері, нині пенсіонерка; батько — росіянин (уродженець Архангельської області), працював інженером — електриком на Комунарському коксохімзаводі, металургійному комбінаті.

### Освіта
Закінчив Алчевську середню школу № 2 1990 року. 1994 року закінчив Одеський морехідний коледж технічного флоту і отримав диплом із відзнакою за спеціальністю технік-гідротехнік. Проходив практику і працював у місті Когалим Ханти-Мансійського автономного округу Тюменської області в АТЗТ «Сургутгідромеханізація» на земснарядах на Тевлино-рускинському родовищі, де отримав робочу спеціальність «Машиніст механічного устаткування 4 розряду».
У період навчання в морехідному училищі закінчив Одеську морську школу Товариства Сприяння Обороні України (правонаступник ДОСААФ), де 1992 року, рішенням військової екзаменаційної комісії, йому було присвоєно кваліфікацію «Водолаз інженерних військ»[джерело?].
2006 року закінчив Одеський національний університет імені І. І. Мечникова й отримав диплом із відзнакою за спеціальністю «політолог, викладач соціально-політичних дисциплін».

### Трудова діяльність
Працював машиністом механічного устаткування, менеджером.
З 2001 року — на посаді помічника-консультанта народних депутатів України різних скликань.
2007 року — консультант Комітету Верховної Ради України з питань боротьби з організованою злочинністю й корупцією.
2008 року обраний народним депутатом України VI скликання.
З 15 січня 2009 року — член Комітету Верховної Ради України з питань податкової та митної політики.
З 6 лютого 2009 року — голова підкомітету з питань податку на прибуток юридичних осіб Комітету Верховної Ради України з питань податкової та митної політики.
2009 року — член Тимчасової слідчої комісії Верховної Ради України з питань розслідування функціонування газотранспортної системи України та забезпечення газом споживачів у 2008—2009 роках.
2009 року — секретар Тимчасової слідчої комісії Верховної Ради України для розслідування корупційних дій службових осіб, які перешкоджають поверненню до складу Сухопутних військ Збройних Сил України 16-ти вертольотів МІ-8 (МТВ), переданих в оренду ЗАТ «Українські вертольоти».
2011 року — Секретар Тимчасової слідчої комісії Верховної Ради України з питань розслідування обставин і наслідків діяльності на українському ринку нафтопродуктів компанії «Лівела» та інших пов'язаних з нею юридичних осіб.
З 3 березня 2011 року — Заступник голови Комітету Верховної Ради України з питань фінансів, банківської діяльності, податкової та митної політики.
З 1 березня 2012 року — Голова міжфракційного об'єднання Верховної Ради України «За майбутнє України без куріння». Яскравий представник договірних відносин фракції комуністів у Парламенті України[джерело?]. У Верховній Раді обіймав посаду заступника Голови Комітету з питань фінансів, банківської діяльності, податкової та митної політики.

### Депутатська діяльність
Народний депутат України 6-го скликання, обраний у багатомандатному загальнодержавному окрузі за списком Комуністичної партії України (порядковий номер у списку 29).
Дата набуття депутатських повноважень — 23 грудня 2008
Член депутатської фракції Комуністичної партії України.
10 серпня 2012 року голосував за ухвалення Закону України «Про засади державної мовної політики», який за твердженням низки політиків та науковців «суперечить Конституції України, не має фінансово-економічного обґрунтування і спрямований на знищення української мови». Закон було ухвалено з порушеннями регламенту.

## Політична позиція
Царьков є противником індивідуалізму, капіталізму, імперіалізму, націоналізму, неофашизму, вступу пострадянських країн до НАТО, систем глобального адміністрування мережі Інтернет, грального бізнесу.
Основна теза Євгенія Царькова: «Я категорично проти участі в аґресивному блоці НАТО. Але, навіть якщо без політики — яке відношення, навіть просто географічне, ми маємо до Північної Атлантики? Ми маємо будувати свою колективну систему безпеки разом із пострадянськими, братніми країнами».
Противник утискання прав російськомовних громадян. Організатор масштабних акцій на підтримку російської мови в Україні. У 2008—2009 роках ініціював всеукраїнську акцію «Я розмовляю російською».
Противник перейменуваннь населених пунктів, вулиць, об'єктів радянської епохи. Основна теза: «Створіть, збудуйте власними силами і називайте як хочете!»
Прихильник соціалізму XXI століття, колективізму, Союзної Держави за зразком СРСР, інтернаціоналізму, традиційних статевих стосунків.

## Інцидент із Шустер live
4 лютого 2011 року надіслав прем'єр-міністру України Миколі Азарову депутатський запит № 11/10-12 щодо співпраці державної структури — загальнонаціонального та єдиного офіційного телеканалу України — із комерційним проєктом, який представляє не громадянин України, і неприпустимість формування суспільної думки та моралі нерезидентом України, а також фінансування таких проєктів за бюджетні кошти.
11 лютого надійшла відповідь Єгора Бенкендорфа, де він, зокрема, заявив, що не має жодних спільних комерційних проєктів з Савіком Шустером і зазначив, що даний депутатський запит є спробою цензури та втручання у редакційну політику засобу масової інформації.
Того ж дня вийшов черговий випуск телепередачі Шустер live, в якому увагу було приділено також і запиту Царькова. У цьому ефірі Савік Шустер заявив, що державних грошей він не отримує.
З 2012 року бере активну участь у різних телевізійних проєктах (наприклад, у програмі «Велика політика» на телеканалі «Інтер»), де поводить себе різко, втім, як роблять це практично всі учасники програми. Наполегливий прихильник смертної кари. Нетерпимий до сексуальних меншин.

## Скандали
У вересні 2012 року в ефірі «Шустер live» заявив, що «НКВС „мало давило“ бандерівців.»
5 жовтня 2012 року було заблоковано профіль Євгена Царькова у Facebook, імовірно через його висловлювання на адресу мешканців Західної України, але вже наступного дня його акаунт було розблоковано.